# Sofijski simfonijski orkestar
Sofijski simfonijski orkestar (bugarski: Софийски симфоничен оркестър) je simfonijski orkestar iz bugarskog glavnog grada Sofije osnovan 1928. godine. Osnivač i prvi šef dirigent orkestar bio je glazbeni akademik Aleksander Popov, koji je orkestrom ravnao punih 28 godina, sve do 1956. Iako se orkestar naziva simfonijskim, unutar njega djeluje i manji komorni orkestar i nekoliko ansamblova. Od 2011. orkestrom ravna šef dirigent Martin Panteleev.
Orkestar ima i svoju vlastitu koncertnu dvoranu pod nazivom "Balgarija". Orkestar surađuje i s Nacionalnim filharmonijskim zborom "Svjatoslav Obretenov", koji ima 80 diplomiranih pjevača, i Sofijskim gudačkim kvartetom, kao i s velikim brojem drugih sastava koji izvode klasičnu i inu glazbu.

## Vanjske poveznice
- Službene stranice orkestra (bug.) (engl.)